# Avaí Futebol Clube
Avaí Futebol Clube ili jednostavno Avaí je brazilski nogometni klub iz Florianópolis u Santa Catarini. Osnovan je 1. rujna 1923. godine. Nadimak kluba je Leão da Ilha, portugalski za uragan. Klub trenutačno igra u drugoj brazilskoj ligi.

## Vanjske poveznice
- Službena stranica